# 宵の明星の軌道
『宵の明星の軌道』（よいのみょうじょうのきどう、ドイツ語: Hesperus-Bahnen）作品279は、ヨーゼフ・シュトラウスが作曲したウィンナ・ワルツ。『金星の軌道』とも。
作曲者の生前最後に初演された作品であり、「ヨーゼフ・シュトラウス最後の傑作」などと呼ばれることもある。

## 楽曲解説
ウィーンの芸術家協会『ヘスペルス（Hesperus）』に献呈された作品である。『宵の明星の軌道（Hesperus Bahnen）』という曲名は、文字通りに天体としての宵の明星の軌道と、芸術家協会『ヘスペルス』のこれまでの歩みという二つの意味を有している。
開場したばかりのウィーン楽友協会黄金ホールで開かれる『ヘスペルス』主催の舞踏会において、1870年1月に初演される予定だったが、火事の影響により3ヶ月ほど延期され、4月4日（3月13日とする説もあるが、後述する新聞評の日時を考えるとおそらく4月4日が正しい）に初演された。人々はこのワルツを聴いて次のように印象を述べたという。
| 「 | 知らず知らずのうちに足が踊り出そうとするだけでなく、感情までもが揺り起こされる。 | 」 |

当時のウィーンの新聞である『モルゲン・ポスト』は、1870年4月6日の記事で次のように評した。
4月4日の初演から3か月後の1870年7月22日、ヨーゼフは42歳で急死した。このワルツの作品番号は最後から数えて5番目であるが、初演日が延期された影響でヨーゼフの生前に初演された最後の作品となった。こうした経緯もあって、このワルツは「ヨーゼフ・シュトラウス最後の傑作」などと呼ばれることもある。

## ニューイヤーコンサート
ウィーンフィル・ニューイヤーコンサートへの登場は次の一回のみである。
- 2013年 - フランツ・ウェルザー＝メスト指揮

## 構成

### 序奏
重々しくも美しい導入部に始まる。ウェルザー＝メストはこの部分について「シューベルトを思わせるような繊細さ」があると評しており、増田芳雄も「導入部はシューベルトの交響楽を思わせる」と評している。多くの人々がまるでシューベルトのようだと認めるこの導入部に続いて、品のよい優美な第1ワルツが現れる。

### 第1ワルツ
第1ワルツのあと、やがてロマンティックな第2ワルツが展開される。

### 後奏
さらに第3ワルツ、第4ワルツ、第5ワルツと続いた後、最後に第1ワルツの主題に戻り、コーダで力強くも優雅に締めくくられる。全体を通して、極めて芸術的な完成度の高い作品である。
ウィーン・フィルハーモニー管弦楽団のクレメンス・ヘルスベルク楽団長は「このジャンル（ウィンナ・ワルツ）の最高傑作のひとつ」と表現しており、2013年までニューイヤーコンサートへの登場がなかったのを意外なことだと語っている。増田も「彼（ヨーゼフ）の他のワルツに勝るとも劣らぬ美しいこのワルツが現代のコンサートで演奏されないのは不思議である」と評している。